# Astochia annulipes
Astochia annulipes är en tvåvingeart som beskrevs av Hermann 1917. Astochia annulipes ingår i släktet Astochia och familjen rovflugor.
Artens utbredningsområde är Sri Lanka. Inga underarter finns listade i Catalogue of Life.